# Alexandra Fusai
Alexandra Fusai (Saint-Cloud, 22 de novembre de 1973) és una extennista professional francesa.
En el seu palmarès no hi ha cap títol individual però si dotze de dobles femenins, la majoria amb la seva compatriota Nathalie Tauziat. Va formar part de l'equip francès de la Fed Cup en diverses ocasions i van guanyar el títol en l'edició de 1997, guanyant tots els partits de dobles que va disputar.

## Biografia
Filla de Genevieve i Claude, té un germà més gran anomenat Guillaume.
Es va casar amb David Crochu el 13 de juliol de 2002. Va decidir retirar-se del tennis en quedar embarassada del seu primer fill l'any 2003, Oscar, que va néixer a finals d'any.

## Palmarès

### Individual: 1 (0−1)
| Llegenda                     |
| ---------------------------- |
| Grand Slam (0−0)             |
| WTA Tour Championships (0−0) |
| Tier I (0−0)                 |
| Tier II (0−0)                |
| Tier III (0−1)               |
| Tier IV (0−0)                |
| Tier V (0−0)                 |

| Títols per superfície |
| --------------------- |
| Dura (0−0)            |
| Gespa (0−0)           |
| Terra batuda (0−1)    |

| Resultat  | Núm. | Data                   | Torneig           | Superfície   | Oponent        | Marcador      |
| --------- | ---- | ---------------------- | ----------------- | ------------ | -------------- | ------------- |
| Finalista | 1.   | 11 de setembre de 1995 | Varsòvia, Polònia | Terra batuda | Barbara Paulus | 6−7, 6−4, 1−6 |

### Dobles femenins: 33 (12−21)
| Llegenda                     |
| ---------------------------- |
| Grand Slam (0−0)             |
| WTA Tour Championships (0−2) |
| Tier I (1−5)                 |
| Tier II (3−4)                |
| Tier III (3−5)               |
| Tier IV (5−5)                |
| Tier V (0−0)                 |

| Títols per superfície |
| --------------------- |
| Dura (4−5)            |
| Gespa (0−1)           |
| Terra batuda (3−9)    |
| Moqueta (5−6)         |

| Resultat   | Núm. | Data                   | Torneig                                      | Superfície   | Parella            | Oponents                                  | Marcador         |
| ---------- | ---- | ---------------------- | -------------------------------------------- | ------------ | ------------------ | ----------------------------------------- | ---------------- |
| Finalista  | 1.   | 25 de juliol de 1994   | Maria Lankowitz, Àustria                     | Terra batuda | Karina Habšudová   | Sandra Cecchini Patricia Tarabini         | 5−7, 5−7         |
| Finalista  | 2.   | 14 de novembre de 1994 | Taipei, Xina Taipei                          | Dura         | Nancy Feber        | Michelle Jaggard-Lai Rene Simpson         | 0−6, 6−7(10)     |
| Finalista  | 3.   | 24 de juliol de 1995   | Maria Lankowitz (2)                          | Terra batuda | Wiltrud Probst     | Silvia Farina Andrea Temesvári            | 2−6, 2−6         |
| Finalista  | 4.   | 29 d'abril de 1996     | Bol, Croàcia                                 | Terra batuda | Alexia Dechaume    | Laura Montalvo Paola Suárez               | 7−6, 3−6, 4−6    |
| Finalista  | 5.   | 16 de setembre de 1996 | Varsòvia, Polònia                            | Terra batuda | Laura Garrone      | Olga Lugina Elena Pampoulova              | 6−1, 4−6, 5−7    |
| Guanyadora | 1.   | 7 d'octubre de 1996    | Surabaya, Indonèsia                          | Dura         | Kerry-Anne Guse    | Tina Križan Noëlle van Lottum             | 6−4, 6−4         |
| Finalista  | 6.   | 10 de febrer de 1997   | París, França                                | Moqueta (i)  | Rita Grande        | Jana Novotná Martina Hingis               | 3−6, 0−6         |
| Guanyadora | 2.   | 3 de febrer de 1997    | Linz, Àustria                                | Moqueta (i)  | Nathalie Tauziat   | Eva Melicharová Helena Vildová            | 4−6, 6−3, 6−1    |
| Guanyadora | 3.   | 21 d'abril de 1997     | Budapest, Hongria                            | Terra batuda | Amanda Coetzer     | Eva Martincová Elena Wagner               | 6−3, 6−1         |
| Finalista  | 7.   | 18 d'agost de 1997     | Atlanta, Estats Units                        | Dura         | Nathalie Tauziat   | Nicole Arendt Manon Bollegraf             | 7−6(5), 3−6, 2−6 |
| Finalista  | 8.   | 20 d'octubre de 1997   | Quebec, Canadà                               | Moqueta (i)  | Nathalie Tauziat   | Lisa Raymond Rennae Stubbs                | 4−6, 7−5, 5−7    |
| Guanyadora | 12.  | 3 de novembre de 1997  | Chicago, Estats Units                        | Moqueta (i)  | Nathalie Tauziat   | Lindsay Davenport Monica Seles            | 6−3, 6−2         |
| Finalista  | 9.   | 17 de novembre de 1997 | Chase Championships, Nova York, Estats Units | Moqueta (i)  | Nathalie Tauziat   | Lindsay Davenport Jana Novotná            | 7−6(5), 3−6, 2−6 |
| Guanyadora | 5.   | 23 de febrer de 1998   | Linz (2)                                     | Moqueta (i)  | Nathalie Tauziat   | Anna Kúrnikova Larisa Neiland             | 6−3, 3−6, 6−4    |
| Finalista  | 10.  | 5 de març de 1998      | Indian Wells, Estats Units                   | Dura         | Nathalie Tauziat   | Lindsay Davenport Nataixa Zvéreva         | 4−6, 6−2, 4−6    |
| Finalista  | 11.  | 11 de maig de 1998     | Berlín, Alemanya                             | Terra batuda | Nathalie Tauziat   | Lindsay Davenport Nataixa Zvéreva         | 3−6, 0−6         |
| Guanyadora | 6.   | 18 de maig de 1998     | Estrasburg, França                           | Terra batuda | Nathalie Tauziat   | Yayuk Basuki Caroline Vis                 | 6−4, 6−3         |
| Finalista  | 12.  | 3 d'agost de 1998      | San Diego, Estats Units                      | Dura         | Nathalie Tauziat   | Lindsay Davenport Nataixa Zvéreva         | 2−6, 1−6         |
| Guanyadora | 7.   | 24 d'agost de 1998     | New Haven, Estats Units                      | Dura         | Nathalie Tauziat   | Jana Novotná Mariaan de Swardt            | 6−1, 6−0         |
| Finalista  | 13.  | 16 de novembre de 1998 | Chase Championships, Nova York (2)           | Moqueta (i)  | Nathalie Tauziat   | Lindsay Davenport Nataixa Zvéreva         | 7−6(6), 5−7, 3−6 |
| Guanyadora | 8.   | 8 de febrer de 1999    | Prostějov, Txèquia                           | Moqueta (i)  | Nathalie Tauziat   | Květa Peschke Helena Vildová              | 3−6, 6−2, 6−1    |
| Finalista  | 14.  | 15 de febrer de 1999   | Hannover, Alemanya                           | Moqueta (i)  | Nathalie Tauziat   | Serena Williams Venus Williams            | 7−5, 2−6, 2−6    |
| Finalista  | 15.  | 3 de maig de 1999      | Roma, Itàlia                                 | Terra batuda | Nathalie Tauziat   | Martina Hingis Anna Kúrnikova             | 2−6, 2−6         |
| Guanyadora | 9.   | 10 de maig de 1999     | Berlín                                       | Terra batuda | Nathalie Tauziat   | Jana Novotná Patricia Tarabini            | 6−3, 7−5         |
| Finalista  | 16.  | 17 de maig de 1999     | Estrasburg                                   | Terra batuda | Nathalie Tauziat   | Elena Likhovtseva Ai Sugiyama             | 6−2, 6−7(6), 1−6 |
| Finalista  | 17.  | 7 de juny de 1999      | Birmingham, Regne Unit                       | Gespa        | Inés Gorrochategui | Corina Morariu Larisa Neiland             | 4−6, 4−6         |
| Guanyadora | 10.  | 3 de gener de 2000     | Auckland, Nova Zelanda                       | Dura         | Cara Black         | Barbara Schwartz Patricia Wartusch        | 3−6, 6−3, 6−4    |
| Finalista  | 18.  | 31 de gener de 2000    | Tòquio, Japó                                 | Moqueta (i)  | Nathalie Tauziat   | Martina Hingis Mary Pierce                | 4−6, 1−6         |
| Guanyadora | 11.  | 25 de setembre de 2000 | Luxemburg, Luxemburg                         | Moqueta (i)  | Nathalie Tauziat   | Lubomira Bacheva Cristina Torrens Valero  | 6−3, 7−6(0)      |
| Guanyadora | 12.  | 1 de gener de 2001     | Auckland (2)                                 | Dura         | Rita Grande        | Emmanuelle Gagliardi Barbara Schett       | 7−6(4), 6−3      |
| Finalista  | 19.  | 2 d'abril 2001         | Porto, Portugal                              | Terra batuda | Rita Grande        | M.J. Martínez Sánchez A. Medina Garrigues | 1−6, 7−6(5), 5−7 |
| Finalista  | 20.  | 11 de febrer de 2002   | Doha, Qatar                                  | Dura         | Caroline Vis       | Janette Husárová Arantxa Sánchez Vicario  | 3−6, 3−6         |
| Finalista  | 21.  | 15 d'abril de 2002     | Charleston, Estats Units                     | Terra batuda | Caroline Vis       | Lisa Raymond Rennae Stubbs                | 4−6, 6−3, 6−7(4) |

### Equips: 1 (1−0)
| Resultat   | Núm. | Data                  | Torneig                                         | Superfície  | Equip                                        | Oponents                                                        | Marcador |
| ---------- | ---- | --------------------- | ----------------------------------------------- | ----------- | -------------------------------------------- | --------------------------------------------------------------- | -------- |
| Guanyadora | 1.   | 4−5 d'octubre de 1997 | Copa Federació, 's-Hertogenbosch, Països Baixos | Moqueta (i) | Mary Pierce Nathalie Tauziat Sandrine Testud | Manon Bollegraf Miriam Oremans B. Schultz-McCarthy Caroline Vis | 4−1      |

## Trajectòria

### Individual
| Open d'Austràlia | A   | A   | 1R | A  | 1R  | 3R | 2R | A  | A   | 1R  | 1R  | A   | 0 / 6  | 3 − 6  |
| Roland Garros | 1R  | 1R  | 2R | 3R | 1R  | 2R | 2R | 3R | 1R  | 2R  | 1R  | 1R  | 0 / 12 | 8 − 12 |
| Wimbledon | A   | A   | 1R | 1R | 1R  | 2R | 1R | 2R | 1R  | A   | A   | 1R  | 0 / 8  | 2 − 8  |
| US Open | A   | 1R  | 2R | 2R | A   | 2R | 3R | 2R | A   | A   | 1R  | A   | 0 / 7  | 6 − 7  |
| Rànquing a final d'any | 184 | 131 | 77 | 92 | 104 | 59 | 51 | 39 | 177 | 146 | 141 | 196 |        |        |
| Llegenda: G: Guanyadora; F: Finalista; SF: Semifinalista; QF: Quarts de final; Q: Qualificació; A: Absent; RR: Round Robin |     |     |    |    |     |    |    |    |     |     |     |     |        |        |

### Dobles femenins
| Open d'Austràlia | A   | A   | 2R  | A  | 1R | 1R | 2R | A  | A  | 2R | QF | 2R | 0 / 7  | 7 − 7   |
| Roland Garros | 1R  | 1R  | 2R  | 2R | 2R | QF | SF | QF | SF | SF | 2R | 3R | 0 / 12 | 24 − 12 |
| Wimbledon | A   | A   | A   | 1R | 2R | 2R | 3R | 2R | 2R | 2R | 2R | 1R | 0 / 9  | 8 − 9   |
| US Open | A   | 1R  | 1R  | 1R | 2R | 1R | QF | 2R | 3R | 3R | 1R | 2R | 0 / 11 | 10 − 11 |
| Rànquing a final d'any | 215 | 143 | 143 | 72 | 57 | 35 | 14 | 8  | 13 | 19 | 32 | 65 |        |         |
| Llegenda: G: Guanyadora; F: Finalista; SF: Semifinalista; QF: Quarts de final; Q: Qualificació; A: Absent; RR: Round Robin |     |     |     |    |    |    |    |    |    |    |    |    |        |         |

### Dobles mixts
| Open d'Austràlia | A  | A  | 1R | A  | A  | A  | 1R | A  | 0 / 2 | 0 − 2 |
| Roland Garros | 1R | 2R | 3R | 2R | A  | A  | QF | 2R | 0 / 6 | 8 − 6 |
| Wimbledon | A  | 1R | 3R | 1R | A  | A  | 1R | 1R | 0 / 5 | 2 − 5 |
| US Open | A  | A  | A  | 1R | 1R | 2R | 1R | A  | 0 / 4 | 1 − 4 |
| Llegenda: G: Guanyadora; F: Finalista; SF: Semifinalista; QF: Quarts de final; Q: Qualificació; A: Absent; RR: Round Robin |    |    |    |    |    |    |    |    |       |       |